# Nordheim (Donauwörth)

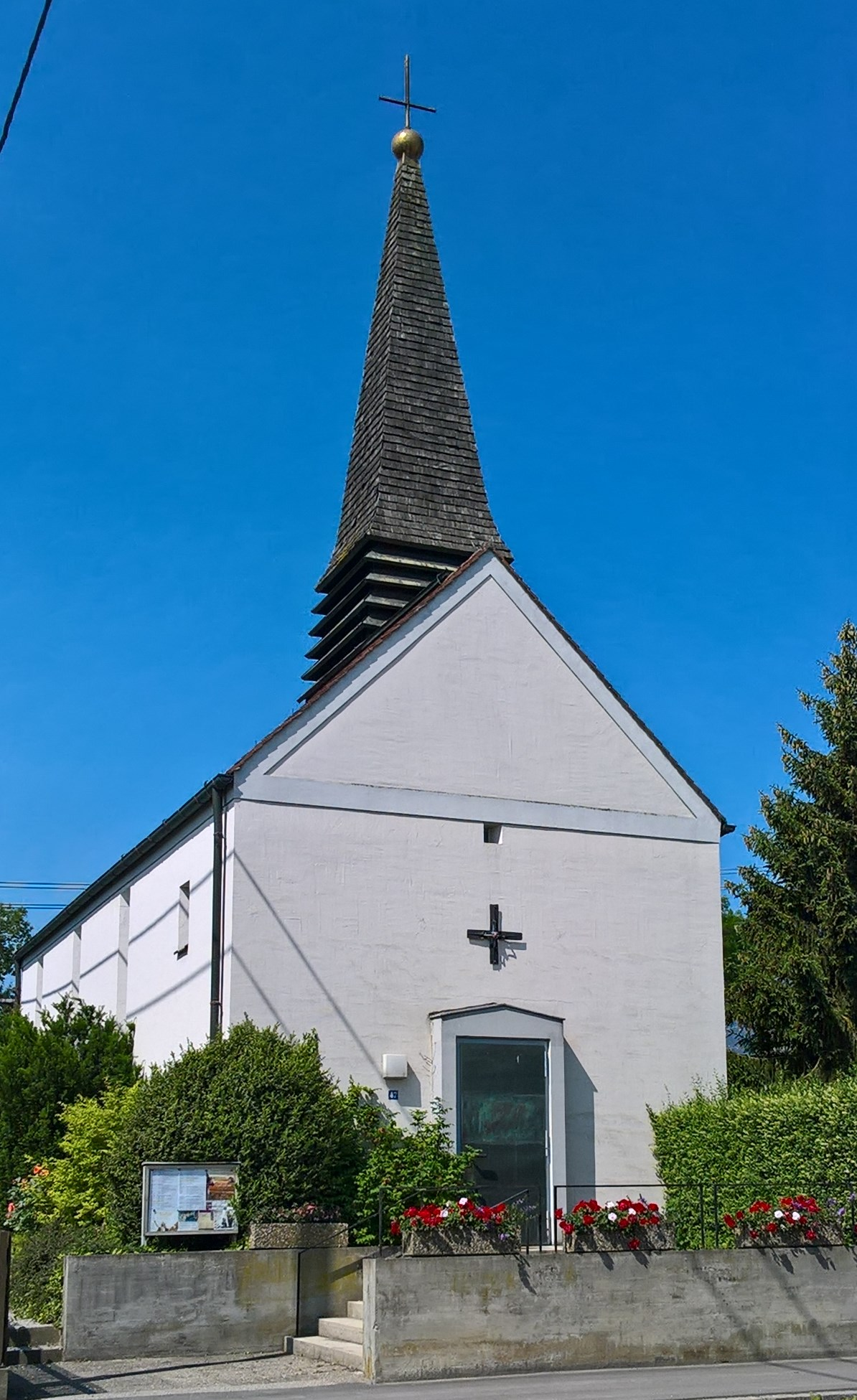
Kirche Maria Immaculata

Nordheim  ist ein Gemeindeteil der Großen Kreisstadt Donauwörth im schwäbischen Landkreis Donau-Ries (Bayern). Das Kirchdorf liegt etwa zwei Kilometer südlich vom Zentrum.
Am 1. Juli 1971 wurde die bis dahin selbständige Gemeinde auf der rechten Seite der Donau im Zuge der Gebietsreform in Bayern in die Kreisstadt Donauwörth eingegliedert. Am 1. Juli 1972 wurde Donauwörth mit seinen Stadtteilen dem Landkreis Donau-Ries, bis zum 1. Mai 1973 mit der Bezeichnung Landkreis Nördlingen-Donauwörth, zugeschlagen; zuvor gehörte es zum aufgelösten Landkreis Donauwörth.
Am Ortsrand mündet die Schmutter in die Donau.
Die katholische Filialkirche Maria Immaculata in Nordheim gehört zur Pfarrei Sankt Georg in Auchsesheim. Sie wurde erst am 18. Dezember 1965 geweiht. Das Vorgänger-Gebäude war eine Stiftung des Donauwörther Kaufmanns Joseph Schoderer (1770–1831) und wurde nach dessen Tod von dem ehemaligen Abt Cölestin Königsdorfer am 15. Mai 1833 eingeweiht (Erinnerungstafel und alte Ausstattung in der Kirche).